# Pellacalyx saccardianus
Pellacalyx saccardianus là một loài thực vật thuộc chi Pellacalyx của họ Rhizophoraceae. Loài này có ở Malaysia và Singapore.